# Koszmosz–21
A Koszmosz–21 (oroszul: Космос 21), Koszmosz műhold, a szovjet műszeres műhold-sorozat tagja, automatikus bolygóközi űreszköz.

## Küldetés
A program célja a Vénusz megközelítése, fotó- és műszeres felderítése.

## Jellemzői
Az OKB–1 tervezőirodában kifejlesztett, ellenőrzése alatt gyártott műhold.
1963. november 11-én a Bajkonuri űrrepülőtér indítóállomásról egy Molnyija hordozórakéta (8K78) juttatta alacsony Föld körüli parkoló pályára. A 88,5 perces, 64,83 fokos hajlásszögű, elliptikus pálya elemei: perigeuma 182 kilométer, apogeuma 216 kilométer volt. A hordozórakéta lehetőséget biztosított a kozmikus térbe való kilépésre, a Vénusz irányába történő haladásra. Technikai okok miatt nem tudta elérni a kozmikus sebességet, ezért a Föld vonzáskörzetében marad. Hasznos tömege 890 kilogramm. A sorozat felépítését, szerkezetét, alapvető fedélzeti rendszereit tekintve egységesített, szabványosított tudományos-kutató űreszköz. Áramforrása kémiai akkumulátor, szolgálati ideje maximum 10 nap.
Kialakult pályasíkjából fényképfelvételeket készített a Holdról és a Vénuszról.
1963. november 16-án földi parancsra belépett a légkörbe és megsemmisült.